# Tiên Thuận
Tiên Thuận là một xã thuộc huyện Bến Cầu, tỉnh Tây Ninh, Việt Nam.

## Địa lý
Xã Tiên Thuận nằm ở trung tâm huyện Bến Cầu, có vị trí địa lý:
- Phía đông giáp xã Hiệp Thạnh, huyện Gò Dầu
- Phía bắc giáp xã Thạnh Đức và xã Cẩm Giang, huyện Gò Dầu
- Phía tây giáp các xã Long Chữ, xã Long Giang, xã Long Khánh và xã Long Thuận
- Phía nam giáp phường Bavet, thành phố Bavet, tỉnh Svay Rieng, Campuchia, thị trấn Bến Cầu và xã Lợi Thuận.

Xã Tiên Thuận có diện tích 36,76 km², dân số năm 2019 là 13.639 người, mật độ dân số đạt 371 người/km².

## Hành chính
Xã Tiên Thuận được chia thành 8 ấp: A, B, Bàu Tép, Bàu Tràm Lớn, Bàu Tràm Nhỏ, Rừng Dầu, Tân Lập, Xóm Lò.

## Giao thông
Xã có đường tỉnh ĐT786 đi qua, nối thị trấn Bến Cầu đi xã Long Thuận.